# 加藤正人
加藤正人（1963年3月28日—）是日本电子游戏美工师、编剧与总监。他在生涯早年使用“Runmaru”和“Runmal”的假名。之后他加入史克威尔，最知名的工作是为《时空之轮》、《Radical Dreamers》、《异度装甲》、《穿越时空》以及部分《最终幻想VII》编写剧本。

## 简介
加藤最早为特库摩制作《足球小将》和忍者龙剑传系列。在他的前三个游戏中，他从图形，图形兼编剧，干到动作元素总监。在尝试将“龙剑传”翻译为英语时，团队遇到了麻烦，最终他们因为“好听”而选择使用“Gaiden”，尽管这词通常意为“外传”。后来加藤转入Gainax工作。
加藤之后进入史克威尔，并参与《时空之轮》、《Radical Dreamers》、《异度装甲》和《穿越时空》的编剧工作。加藤称，因硬件限制，《穿越时空》的游戏世界扩充遭遇困境，他们尽可能将更多的数据塞入游戏碟片。相反，和《时空之轮》那样为通关玩家开放额外结局，这种多重结局的开发显得更容易。
在为《最终幻想XI 吉拉德的幻影》设计剧情后的2002年，加藤离开史克威尔，成为自由编剧。除了为不同公司设计游戏外，加藤还继续参与史克威尔的项目，如玛娜世界系列、任天堂DS强化移植版《时空之轮》以及另外三部《最终幻想XI》资料片。
2005年，加藤正人和老友音乐家光田康典合作，编写短篇小说《克丽坦的五季》，而光田也随之创作了音乐专辑《克丽坦》。剧情和原声还以歌剧形式演出，而光田在此之前为加藤《穿越时空》和《异度装甲》等数个游戏作曲。2008年，加藤和光田一同参与了世嘉公司出品的游戏《世界毀滅》的制作。
2010年5月，加藤正人曾在自己的Twitter上表示，“iPad的发售预示着任天堂时代已宣告结束”，并称“DS和Wii就是他们给自己挖好的坟墓。”

## 游戏作品
加藤创作了以下游戏：
- 足球小将（1988年）－动画剧本
- 忍者龙剑传（1988年）－图像
- 忍者龙剑传II 暗黑的邪神剑（1990年）－影片总监、剧本、图形
- 忍者龙剑传III 黄泉的方船（1991年）－动作场景总监
- 蓝宝石之谜（1992年）－助理总监、企划、编剧、图形[10]
- 美少女梦工厂2（1993年）－企划、编剧、图形
- 时空之轮（1995年）－剧情企划、编剧
- Radical Dreamers -盗不走的宝石-（1996年）－总监、剧本与脚本编写
- 最终幻想VII（1997年）－事件企划、编剧
- 异度装甲（1998年）－事件企划、编剧、填词
- 时空之轮（PlayStation，1999年）－监督
- 穿越时空（1999年）－总监、剧本与脚本编写、事件企划、FMV分镜
- 最终幻想XI（2002年）－剧情概念与事件、填词[11]
- 最终幻想XI 吉拉德的幻影（2003年）－剧情概念与事件[11]
- 霸天开拓史 永恒之翼与失落之海（2003年）－剧本、脚本[12]
- 深邃迷宫（2006年）－剧本[13]
- 圣剑传说4（2006年）－剧本[13]
- 圣剑传说DS 玛娜之子（2006年）－剧本[14]
- 圣剑传说 玛娜英雄（2007年）－剧本[15]
- 世界毁灭 ～被引导的意志～（2008年）－剧本[16]
- 时空之轮 （任天堂DS，2008年）－监督[17]
- 石之梦（2009年）－情节概念[11]
- 战栗！莫古利祭典之夜（2009年）－情节概念[11]
- 珊多多帝国的阴谋（2009年）－情节概念[11]
- 风来之西林3 机关屋的睡美人（2008年）－编剧
- 风来之西林4 神之眼和恶魔之脐（2010年）
- Phantom Blue（2010年）
- 不思议的迷宫 风来之西林5（2010年）
- 忍者龙剑传3（2012年）[18]
- 另一個伊甸園 超越時空的貓（2017年）